# Fegyverváltság
A fegyverváltság (jus armorum = fegyverjog) a birtokviszony rendezésénél volt meghatározó az 1688–90-es években. A régi birtoktulajdonosok a törököktől visszafoglalt területeken fekvő birtokaikat csak a birtokjog igazolása és 10% fegyverváltság (a birtok értékének 10%-a) lefizetése után kapták meg. A visszaszolgáltatást az Újszerzeményi Bizottság intézte, melynek célja az volt, hogy minél kevesebb birtokot adjon vissza a nemességnek.